# Charolais

Herb Charolais

Charolais – kraina historyczna w środkowo-wschodniej Francji, w południowej Burgundii, na terenie współczesnego departamentu Saona i Loara, obejmująca miasto Charolles i jego okolice.
W przeszłości Charolais było hrabstwem, w latach 1390-1477 należącym do Księstwa Burgundii. Hrabstwo przeszło następnie w posiadania hiszpańskich Habsburgów. W 1684 roku powróciło do Francji, do 1761 roku zachowując jednak częściową autonomię jako posiadłość rodu Kondeuszy.
Istotną rolę w gospodarce regionu odgrywa hodowla bydła, w szczególności rasy Charolaise.